# Trophée International
Le Trophée International est une course cycliste sur route féminine, organisée entre 1996 et 2001 en France. 
La course a lieu généralement la veille du Tour de France féminin. En 1998, 1999 et 2001, c'est l'une des manches de la Coupe du monde féminine de l'UCI. L'événement a eu lieu à différents endroits chaque année : en 1996 à Pornic (Loire-Atlantique), en 1997 entre le lac de Madine et Metz (Lorraine), en 1998 entre La Chapelle-Saint-Ursin et Saint-Amand-Montrond, en 1999 entre Beauvois-en-Cambrésis (Nord-Pas-de-Calais) et Hirson (Picardie), en 2000 entre Villeneuve-Loubet et Valberg (Alpes-Maritimes) et en 2001 entre La Brède et Pauillac (Gironde). La course est co-organisée par le Team France Organisation et le Racing Club Olympique, également responsables de l'organisation du Tour de France féminin.

## Palmarès
| Année | Vainqueur              | Deuxième          | Troisième       |
| ----- | ---------------------- | ----------------- | --------------- |
| 1996  | France                 | Italie            | Russie          |
| 1997  | Hanka Kupfernagel      | Catherine Marsal  | Debby Mansveld  |
| 1998  | Alessandra Cappellotto | Catherine Marsal  | Diana Žiliūtė   |
| 1999  | Vanja Vonckx           | Judith Arndt      | Tracey Gaudry   |
| 2000  | Séverine Desbouys      | Fabiana Luperini  | Joane Somarriba |
| 2001  | Olga Sljussarewa       | Regina Schleicher | Anna Millward   |